# Szekula Gyula
Szekula Gyula, névváltozat: Ambrus István (Cservenka, 1850. március 18. – Budapest, 1920. szeptember 2.) műfordító, szakíró, királyi tanácsos, a kassa-oderbergi vasút főfelügyelője és kereskedelmi szakosztályának főnöke.

## Életpályája
Apja néptanító volt; 1861-ben apja elhalálozása után Pestre került; itt elvégezte a főreáliskolát Neÿ Ferenc vezetése alatt, aki a felsőbb osztályokban az irodalomtörténetet tanította; ennek előadásai erősen hatottak rá és mivel a magyar és német nyelvet egyaránt beszélte, korán kezdett e két nyelven írni. Már tanuló korában lefordította Komócsynak Egressy Gábor halálára írt költeményét németre. 1867-ben Budán a József Műegyetemen kezdte meg mérnöki tanulmányait. 1870–1873 között vidéken nevelősködött. 1874-ben a tiszavidéki vasútpálya- és gépészeti igazgatóságnál nyert alkalmazást; ahonnan 1875. márciusban a Kassa-Oderbergi Vasút szolgálatába lépett. 1883-ban ő alapította meg az első magyar vasutas szaklapot, a Vasúti Hírlapot. 1884-ben a díjszabási osztály helyettes főnöke, néhány évvel később az ügyosztály vezetője lett és 1901-től állt a kassa-oderbergi vasút kereskedelmi szakosztályának az élén. 1905-ben az uralkodó királyi tanácsosi címmel tüntette ki.

## Munkássága
Költőink műveit fordította németre a fővárosi lapokba (Pester Nachrichten 1865., Ung. Ill. Zeitung 1870-71.). Arany költeményei közül többet lefordított a Pester- és Neues Pester Journalba 1879-81.; sokat lefordított Petőfi, Tompa, Lévay, Gyulai verseiből; egyidejűleg magyarul is közölt műfordításokat német és francia költőkből (Heine, Goethe, Lenau, Hamerling sat.) a Pesti Hölgydivatlapban, később a Budapesti Bazárban, a Fővárosi Lapokban és a Magyarország és a Nagyvilágban (1870–1880). Megjelent tőle Gauthier Theophilnek A magányos király című regénye a Fővárosi Lapokban (1870–1871). Mint hirlapíró állandó munkatársa volt 1875–1889 között az Ung. Lloyd, Neues Politisches Volksblatt, Pesti Hirlap, Budapesti Hirlap, Polit. Volksblatt és Neues Politisches Volksblatt című hírlapoknak, leginkább a nemzeti- és népszínházi előadásokról írt; az Ország-Világban (1892 Lenau költ. ford.); a Pesti Hirlapnál 1880-ban a közgazdasági rovatot szerkesztette és tárczákat írt. A díjszabási értekezletekre történt kiküldetése alkalmával tárczákat írt Berlinből, Drezdából, Münchenből és Prágából a Magyarországba, Egyetértésbe, a Fővárosi Lapokba (1879. A müncheni műtárlatról) és a Budapesti Hírlapba. Az 1880-as évektől kezdve vasúti szakcikkei jelentek meg a szaklapokban és forgalmi politikai vezércikkei a napilapokban. Az Abauj-Torna vármegye és Kassa c. Monographiában (Magyarország vármegyéi) 1896-ban az oderbergi vasútra vonatkozó részt írta.

## Munkái
- Lélekcsere. Regény. Gauthier Theophile után francziából ford. Bpest, 1877. (Olcsó Könyvtár 29).
- A vasúti díjszabások és a tarifa politika alapelemei. Uo. 1908. (Közlekedési Szakkönyvtár 5.).

## Álnevei és jegyei
Giulio, Gyula, g., gy., sz-a és -a.